# Панчен-лама

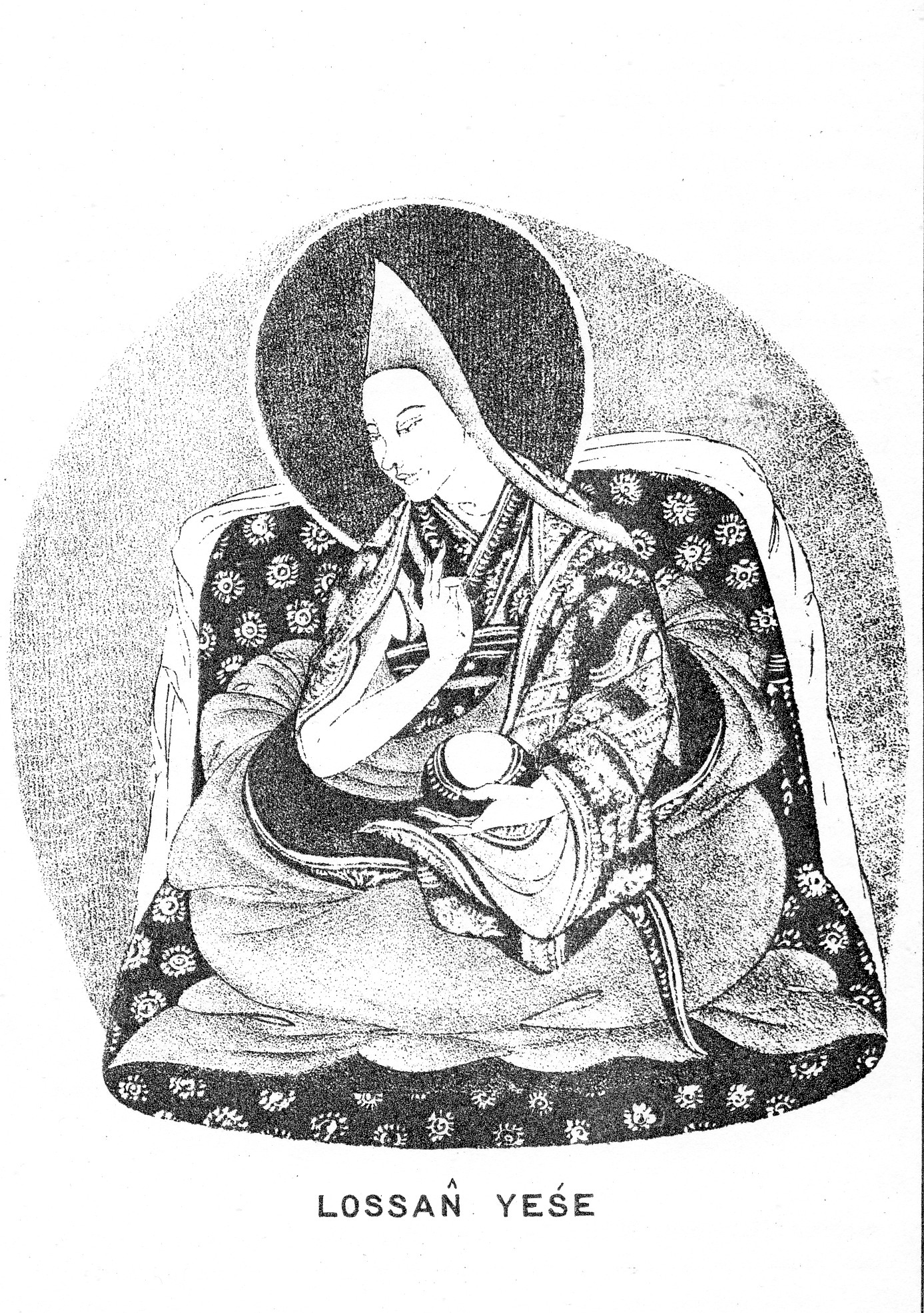
Панчен-лама Лобсанг Еше, ученик и сподвижник Далай-ламы V

Па́нчен-ла́ма (тиб. པན་ཆེན་བླ་མ་, Вайли: pan chen bla ma, кит. 班禪喇嘛) — второй по рангу лама после Далай-ламы в школе Гелуг тибетского буддизма. Панчен-ламы — линия перерождений (тулку), существующая с начала XVII века. Представители этой линии считаются эманациями будды Амитабхи. «Панчен-лама» означает «великий учёный», от санскритского paṇḍit (пандит, учёный) и тибетского chen (великий).
По поводу настоящего 11-го Панчен-ламы возникла конфликтная ситуация. Далай-лама XIV и высшие тибетские иерархи признают Гедуна Чокьи Ньиму. Его по всем канонам распознал Далай-лама XIV, но, вскоре, военные из КНР увезли нового Панчен-ламу и его семью. С 1995 года Гедун Чокьи Ньима считается пропавшим без вести. Вместо него Правительство КНР объявило Панчен-ламой Гьялцена Норбу. Однако духовенство Тибета и, в первую очередь, Далай-лама XIV не признают ставленника Китая.

## Отношение к линии Далай-лам
Панчен-лама несёт частичную ответственность за нахождение реинкарнации следующего Далай-ламы, и наоборот. При этом поиск следующей реинкарнации является вопросом сугубо религиозным, связанным со сложными ритуалами и выработанными традициями. При поиске Панчен-ламы окончательное решение должен принимать Далай-лама. Эта традиция возникла со времён Четвертого Далай-ламы монгола Ендон Гьяцо (Ёндонжамц), который нарёк Панченом своего наставника — Лобсанга Чокьи Гьялцэна, учёного из монастыря Ташилунпо в Шигадзе. Три предыдущих реинкарнации Лобсанга Чокьи Гьялцэна были признаны также Панчен-ламами.
Впоследствии Пятый Далай-лама признал в качестве Пятого Панчен-ламы Лобсанга Еше. Седьмой Далай-лама признал в качестве Шестого Панчен-ламы Палдэна Еше, который, в свою очередь, распознал Восьмого Далай-ламу, а Восьмой Далай-лама распознал Седьмого Панчен-ламу.
С момента возникновения линии, резиденцией Панчен-лам стал вышеупомянутый монастырь Ташилунпо, основанный в 1447 году Далай-ламой I Гендуном Дубпой.
В первой трети XX века произошёл конфликт между чиновниками Далай-ламы XIII Тхуптэном Гьяцо и Панчен-ламой IX Тхуптэном Чокьи Ньимой. Тибет в то время нуждался в сильной армии, и буддийский первоиерарх повелел ужесточить налоговую политику в отношении монастырей. Это вызвало недовольство администрации Ташилунпо. В 1923 году Панчен-лама уехал из Тибета в Богдо-ханскую Монголию, а оттуда — в Восточный Китай, где вступил в контакт с китайским правительством Гоминьдана, которое назначило его «уполномоченным на западных границах». В 1932 году Далай-лама призвал Чокьи Ньиму вернуться, однако тот отказался. Противостояние закончилось лишь со смертью обоих иерархов в 1930-х годах.
В 1959 году, после того как в У-Цанг вошли войска НОАК и Далай-лама XIV бежал в Индию, Панчен-лама X стал главной политической фигурой в Тибете. Однако спустя девять лет он был посажен в китайскую тюрьму, и освобождён в 1977 г., при этом до 1982 г. он содержался в Пекине под домашним арестом. В 1983 г. он женился на китаянке, у него родилась дочь. Для ламы школы Гелуг такое поведение является необычным. В 1989 г., находясь в Шигадзе, он неожиданно умер в возрасте 51 года. Известно, что перед этим он произнёс речь с осуждением китайской оккупации Тибета. Некоторые организации критиковали его, называя китайской марионеткой, однако Далай-лама и большинство буддийских лам и учёных считали, что он делал всё возможное, попав в трудную ситуацию и пытаясь помочь людям.
14 мая 1995 года Далай-лама объявил новым Панчен-ламой шестилетнего Гендуна Чокьи Ньиму. Китайское правительство немедленно отреагировало, и «назначило» другого ребёнка — Гьялцена Норбу, а Гендун Чокьи Ньима был взят «под защиту» властями КНР, его местонахождение с тех пор неизвестно. Большинство верующих не признает Гьялцэна Норбу подлинным Панчен-ламой, так как вся система «назначений» высших лам партийными чиновниками КНР грубо противоречит религиозным канонам.

## Список Панчен-лам
|     | китаизированная транскрипция         |                | транслитерация Уайли                                  | другие написания и имена                                                                     |
| --- | ------------------------------------ | -------------- | ----------------------------------------------------- | -------------------------------------------------------------------------------------------- |
| 1.  | Khaichub Gêlêg Baisangbo             | 1385—1438      | mkhas grub dge legs dpal bzang po                     | Khedup Gelek Palsang, Khedrup Gelek Pal Sangpo, Khedup Gelek Palsang                         |
| 2.  | Soinam Qoigyi Langbo, Soinam Qoilang | 1438—1505      | bsod nams phyogs kyi glang po, bsod nams phyogs glang | Sonam Choklang, Sonam Chöklang, Sonam Choeklang                                              |
| 3.  | Wênsawa Lobsang Toinchub             | 1505—1568      | dben sa pa blo bzang don grub                         | Wensa Lobsang Dhondup, Lobsang Dondup Wensawa                                                |
| 4.  | Lobsang Qoigyi Gyaicain              | 1570—1662      | blo bzang chos kyi rgyal mtshan                       | Lobsang Chokyi Gyaltsen, Lobsang Choekyi Gyaltsen, Lobsang Choegyal, Lobsang Chökyi Gyaltsen |
| 5.  | Lobsang Yêxê                         | 1663—1737      | blo bzang ye shes                                     | Lobsang Yeshi, Lobsang Yeshe                                                                 |
| 6.  | Baidain Yêxê                         | 1738—1780      | dpal ldan ye shes                                     | Palden Yeshe, Palden Yeshi                                                                   |
| 7.  | Dainbai Nyima                        | 1782—1853      | bstan pa’i nyi ma                                     | Tenpe Nyima, Lobsang Tenpai Nyima                                                            |
| 8.  | Dainbai Wangqug                      | 1854/1855-1882 | bstan pa’i dbang phyug                                | Tenpe Wangchuk, Tenpe Wangchug                                                               |
| 9.  | Tubdain Qoigyi Nyima, Gêlêg Namgyai  | 1883—1937      | thub bstan chos kyi nyi ma, dge legs rnam rgyal       | Erdeni Choekyi Nyima, Thubten Chökyi Nyima                                                   |
| 10. | Chinlai Lhünchub Qoigyi Gyaicain     | 1938—1989²     | phrin las lhun grub chos kyi rgyal mtshan             | Lobsang Trinley Choekyi Gyaltsen, Trinley Choekyi Gyaltsen, Choekyi Gyaltse, Chökyi Gyaltse  |
| 11. | Gêdün Qoigyi Nyima / Gyaicain Norbu  | 1989- / 1990-  | dge 'dun chos kyi nyi ma / rgyal mtshan nor bu        | Gedhun Choekyi Nyima / Gyancain Norbu, Gyaltsen Norbu                                        |